# Zaongo (Pouytenga)
Pour les articles homonymes, voir Zaongo.
Zaongo est une localité située dans le département de Pouytenga de la province du Kouritenga dans la région Centre-Est au Burkina Faso.